# Восточноазиатская модель
Восточноазиатская модель — модель экономического роста, впервые реализованная Японией, представляет собой систему экономического роста, в которой правительство инвестирует в определённые секторы экономики, чтобы стимулировать рост конкретных новых отраслей экономики в частном секторе. Обычно этот термин применяется к модели экономического развития стран Восточной Азии, таких как Япония, Республика Корея, Гонконг и Китайская Республика. Некоторые экономисты также использовали его для описания современной экономической системы КНР после экономических реформ Дэн Сяопина в конце 1970-х годов и нынешней экономической системы Вьетнама после того, как в 1986 году была реализована политика «дой мой». Как правило, по мере того, как страна становится более развитой, отрасль экономики с наибольший занятостью населения переходит от сельского хозяйства к промышленности, а затем к сфере услуг.
Основным общим подходом стран Восточной Азии является высокая роль государства. Правительства стран Восточной Азии осознали ограниченность своих рынков в распределении крайне ограниченных ресурсов в экономике при переизбытке молодого трудоспособного населения, и поэтому правительства использовали меры государственного вмешательства для содействия экономическому развитию и создания экспортно-ориентированной экономики. Ключевые аспекты «восточноазиатской модели» включают государственный контроль над финансами, прямую поддержку государственных предприятий в стратегических секторах экономики или создание частных компаний национальных чемпионов, высокую зависимость экономического роста от экспортного рынка и высокую норму сбережений. Это похоже на дирижизм, неомеркантилизм и гамильтоновскую экономическую программу.
Хотя существует общий термин «восточноазиатская модель», который используется для описания капитализма в странах Восточной Азии, не существует единого подхода к экономике азиатских стран, и они сильно различаются по экономической структуре, а также опыту развития, особенно страны Восточной и Юго-Восточной Азии. Например, Малайзия, Индонезия и Таиланд гораздо больше полагались на прямые иностранные инвестиции, чем Китайская Республика или Сингапур.
«Восточноазиатская модель» экономического развития отличается от плановой экономики, в которой национальное правительство мобилизует свои собственные ресурсы для создания необходимых отраслей, которые в конечном итоге будут напрямую контролироваться государством. «Восточноазиатская модель» капитализма обеспечивает высокий рост экономики за счёт высокого уровня сбережений и инвестиций, высоких образовательных стандартов, и экспортно-ориентированной экономической политики. Конкурентоспособность товаров и объёмы их продаж на внешних рынках становятся главными критериями оценки успешности в «восточноазиатской модели» капитализма.

## Успех модели
В странах Восточной Азии наблюдался быстрый экономический рост с конца Второй мировой войны до азиатского финансового кризиса в 1997 году. Например, среднегодовой рост ВВП в период с 1970 по 1996 год составлял 3-5 % в КНР, Гонконге, Китайской Республике, Республике Корея и Сингапуре. За этот период темпы роста развивающихся стран Восточной Азии в три раза превышали темпы роста мировой экономики. Таким образом, эти страны привлекли значительный объём притока иностранного и частного капитала. За этот период страны Восточной Азии также добились резкого снижения уровня бедности. Ярчайшим примером является страна Юго-Восточной Азии, Индонезия, где процент людей, живущих за официальной чертой бедности, упал с 60 % до 12 % в период с 1970 по 1996 год. Более того, население Индонезии увеличилось со 117 до 200 миллионов человек. Не менее впечатляющим является рост реальной заработной платы в период с 1980 по 1992 год: средняя заработная плата в новых индустриальных странах Азии увеличивалась со скоростью 5 % в год, тогда как в то же время занятость в обрабатывающей промышленности увеличивалась на 6 % в год. В период экономического роста в странах Восточной Азии произошло значительное улучшение общего уровня жизни населения.

## Причины роста ВВП
Причиной экономического успеха «восточноазиатской модели» стали экспортно-ориентированные экономики стран Восточной Азии, которые принесли большие объёмы прямых иностранных инвестиций и более высокие технологии, что привело к значительному росту ВВП. Крупные компании, такие как LG Group, Hyundai, Samsung и т. д., добились успеха благодаря огромной государственной поддержке и вмешательству государства в банковский сектор с целью заставить банки выдавать кредиты крупным компаниям. Правительства в странах Восточной Азии сыграли решающую роль в контроле над профсоюзами, продовольствием, правосудием, а также в обеспечении всей необходимой общественной инфраструктуры (дороги, электричество, система качественного государственного образования и т. д.). Все это вместе сделало эти страны более привлекательными для иностранных инвесторов. Наряду с инвесторами, страны получили иностранную помощь от Запада, особенно от США, чтобы воспрепятствовать росту коммунистических настроений в этих странах, в рамках политики сдерживания во время холодной войны и получить лучший доступ к западным рынкам.

## Примеры
- Япония: «Восточноазиатская модель» экономики была впервые реализована в Японии после Второй мировой войны в 1950 году. После войны и американской оккупации Япония считалась развивающейся страной (например, в 1952 году общая стоимость экспорта Японии была ниже, чем у Индии). Основной экономический рывок Япония совершила между 1950 и 1980 годами. Японии, неконкурентоспособной стране (в производстве стали), понадобилось около 25 лет, чтобы опередить Германию в производстве автомобилей (Германия была в то время крупнейшим экспортёром автомобилей в мире). Пять лет спустя Япония производила больше автомобилей, чем США. В послевоенный период Корейская война (1950—1953 гг.) может рассматриваться как поворотный момент для японской экономики, поскольку страна прошла путь от депрессии к экономическому восстановлению. Япония, оккупированная американскими военными, была транзитным пунктом для сил ООН под руководством США, дислоцированных на Корейском полуострове. Страна оказалась в хорошем положении для получения прибыли, поскольку японские товары и услуги закупались войсками ООН. Это, наряду с экономическими реформами, дало первоначальный импульс экономике, которая быстро росла в течение следующего полувека. В 1950-х и начале 1960-х годов среднегодовые темпы роста составляли около 10 %, а позже даже поднимались до 13 %. В первые послевоенные годы Япония начала экономическую реформу, корпорации Дзайбацу были ликвидированы, а земельная реформа привела к использованию современной техники и методов на недавно распределённых землях, что позволило мелким сельскохозяйственным производителям получать прибыль, в отличие от довоенных лет, когда крупные помещики были владельцами сельскохозяйственных земель. В 1960-е годы в Японии развивалась потребительская экономика, при этом промышленность была ориентирована на производство высококачественной технологической продукции, ориентированной как на экспорт, так и на внутренний рынок. Японский экспорт быстро рос, и в последующие годы Япония стала мировым лидером в области автомобилестроения, судостроения, прецизионных оптических приборов и высоких технологий. Начиная с 1965 года Япония начала иметь положительное сальдо торгового баланса, а в следующем десятилетии Япония стала третьей по величине экономикой мира. В 1970-е годы рост значительно замедлился, отчасти, из-за нефтяного кризиса, поскольку страна сильно зависела от импорта нефти и продуктов питания. В 1980-х годах Япония диверсифицировала свои источники сырья, из-за экономических неудач предыдущего десятилетия и сместила акцент своего производства на телекоммуникационные и компьютерные технологии. Несмотря на то, что экономическая экспансия Японии завершилась в начале 1990-х годов, сегодня Япония является лидером в области высоких технологий наряду с традиционно развитой тяжёлой промышленностью. Столица Японии — Токио — является одним из важнейших финансовых центров мира и местом расположения Токийской фондовой биржи, одной из крупнейших в мире.[11]
- Республика Корея: В 1950-е годы Республика Корея была одной из беднейших стран мира, сильно зависевшей от иностранной помощи, предоставляемой в основном США. В начале 1960-х годов авторитарное руководство страны инициировало реформы экономического развития, которые проложили путь к быстрому экономическому росту страны. Жёсткая протекционистская политика разрешала импорт только сырья, что положило начало внутреннему производству потребительских товаров. Когда генерал Пак Чон Хи в начале 1960-х годов пришёл к власти в Республике Корея и инициировал экономические реформы, он выбрал несколько частных, малых семейных предприятий и назначил каждую из них отвечать за определённую отрасль экономики страны, взамен, он выдвинул единственное условие и критерий их эффективности, количество проданной их продукции за границу на мировой глобальный рынок. Эти семейные предприятия (чеболи), которые со временем превратились в крупные конгломераты (например, Samsung, Hyundai), получали финансовую помощь от правительства, например, в виде налоговых льгот, что способствовало экономическому росту. К 1990 году среднегодовой рост экономики Республики Корея составлял около 9 %. Республика Корея стала высокоиндустриальной страной с высококвалифицированной рабочей силой и вместе с Китайской Республикой, Сингапуром и Гонконгом вошла в число четырёх азиатских тигров. Однако в 1990-е годы экономический рост значительно замедлился, что привело к огромной финансовой помощи от МВФ в размере 57 миллиардов долларов США, что стало одной из крупнейшей интервенцией МВФ. В начале XXI века в Республике Корея была стабильная экономика, и страна начала медленную либерализацию.[9] Республика Корея последовала за Японией и, несмотря на более низкий уровень промышленного развития, через почти 40 лет экономического развития, смогла конкурировать в производстве микрочипов, обогнав США.

## Эрзац-капитализм
Эрзац-капитализм — это термин Кунио Ёшихара, описывающий экономическое развитие Юго-Восточной Азии как своего рода «псевдокапитализм», имея в виду правительства и предприятия, подталкивающие своих граждан к экономической деятельности, которая обеспечивает их стране сравнительные преимущества. Эта деятельность включает в себя капитальные вложения и технологически интенсивное производство.

## Кризис
Помимо множества второстепенных факторов, способствующих возникновению кризиса (таких как пузырь цен на недвижимость, макроэкономические ошибки или падение темпов роста экспорта), причина кризиса находиться в самой «восточноазиатской модели». Чрезмерные инвестиции, неправильное распределение притоков иностранного капитала (крупные корпорации получают деньги друг от друга, независимо от того, были инвестиции достаточными или нет), и другие проблемы в финансовом секторе. Другой стороной рынка, контролируемого государством, была массовая коррупция, которая была обусловлена тесными взаимоотношениями между правительством и бизнесом. Этот так называемый «кумовской капитализм» (что означает влияние со стороны правительства и бизнесменов) привёл к кризису доверия к экономикам, сначала в Таиланде, а затем и в других азиатских странах, вызвав азиатский финансовый кризис в 1997 году. Из-за кризиса экспорт рухнул, безработица и инфляция выросли, и в результате всего этого правительства накопили огромный внешний долг.

## Проблемы, вызванные моделью
В целом, в ряде стран имело место неадекватное раскрытие информации и недостатки данных о прямом кредитовании. В целом, также часто наблюдалось отсутствие прозрачности в реализации политики, например, в решениях, касающихся проектов государственной инфраструктуры и специальных налоговых льгот.
- Республика Корея: Из-за государственного вмешательства, такого как целевые кредиты, регулирование, явные и неявные субсидии, отсутствие на рынке дисциплины, что способствовало возникновению проблемы непродуктивных или чрезмерных инвестиций, которые способствовали возникновению кризиса.[9]
- Индонезия: Торговые ограничения, монополии и регулирование импорта препятствуют экономической эффективности, конкурентоспособности, снижают качество инвестиций и производительность.[9]
- Таиланд: Политическая связь с рынком привела к тому, что приоритет отдавался политическим вопросам в ущерб экономическим решениям. Например, отсрочка реализации необходимых политических мер, из-за всеобщих выборов в ноябре 1996 года. В этом и других случаях особый интерес часто влиял на распределение бюджетных ресурсов и другие действия государственной политики.[9]

## МВФ
Чтобы справиться с кризисом и погасить долги, страны Восточной Азии обращались за экономической помощью к Международному валютному фонду и Всемирному банку.